# Euplectellinae
Euplectellinae is een onderfamilie van sponsdieren uit de klasse van de Hexactinellida. 

## Geslachten
- Acoelocalyx Topsent, 1910
- Chaunangium Schulze, 1904
- Docosaccus Topsent, 1910
- Euplectella Owen, 1841
- Holascus Schulze, 1886
- Malacosaccus Schulze, 1886
- Placopegma Schulze, 1895